# Yemen ai Giochi della XXIX Olimpiade
Lo Yemen ha partecipato ai Giochi della XXIX Olimpiade di Pechino, svoltisi dall'8 al 24 agosto 2008, con una delegazione di 5 atleti.

## Atletica leggera
| Gara            | Atleta             | Batterie | Batterie | Quarti  | Quarti | Semifinali | Semifinali | Finale | Finale |
| Gara            | Atleta             | Tempo    | Pos.     | Tempo   | Pos.   | Tempo      | Pos.       | Tempo  | Pos.   |
| --------------- | ------------------ | -------- | -------- | ------- | ------ | ---------- | ---------- | ------ | ------ |
| 800 m maschili  | Mohammed Al-Yafaee |          |          | 1'54"82 | 56     |            |            |        |        |
| 100 m femminili | Waseelah Saad      | 13"60    | 78       |         |        |            |            |        |        |

## Ginnastica

### Ginnastica artistica
| Gara                    | Atleta            | Volteggio | Corpo libero | Cavallo con maniglie | Anelli | Parallele | Sbarra | Trave | Totale | Posizione | Finali  |
| ----------------------- | ----------------- | --------- | ------------ | -------------------- | ------ | --------- | ------ | ----- | ------ | --------- | ------- |
| Qualificazioni maschili | Nashwan Al-Harazi | 15,400    | 13.250       | 12,525               | -      | -         | -      |       | 41,175 | 81        | nessuna |

## Judo
| Gara  | Atleta       | Tabellone principale                | Tabellone principale | Tabellone principale | Tabellone principale | Tabellone principale | Ripescaggi | Ripescaggi | Ripescaggi | Ripescaggi |
| Gara  | Atleta       | Sedicesimi                          | Ottavi               | Quarti               | Semifinali           | Finale               | 1º turno   | Quarti     | Semifinali | Finale     |
| ----- | ------------ | ----------------------------------- | -------------------- | -------------------- | -------------------- | -------------------- | ---------- | ---------- | ---------- | ---------- |
| 60 kg | Ali Khousrof | Ruslan Kishmakov (Russia) 0000-0200 |                      |                      |                      |                      |            |            |            |            |

## Nuoto
| Gara              | Atleta               | Batterie | Batterie | Semifinali | Semifinali | Finale | Finale |
| Gara              | Atleta               | Tempo    | Pos.     | Tempo      | Pos.       | Tempo  | Pos.   |
| ----------------- | -------------------- | -------- | -------- | ---------- | ---------- | ------ | ------ |
| 50 m stile libero | Abdulsalam Al Gadabi | 30"62    | 94       |            |            |        |        |